# Torneo masculino de béisbol en los Juegos Panamericanos de 2015
El Torneo Masculino de Béisbol en los Juegos Panamericanos de 2015 se celebró del 11 al 19 de julio. La sede de los juegos fue el parque de pelota Pan Am ubicado en la ciudad de Ajax, Ontario, Canadá. Participaron siete selecciones nacionales del continente americano. Canadá ganó la medalla de oro del evento, mientras que Estados Unidos y Cuba completaron el podio con las medallas de plata y bronce, respectivamente.

## Equipos
A continuación las vías de clasificación y las selecciones participantes:
| Evento                                                          | Fechas                             | Lugar del evento | Plazas | Clasificado (s)                                 |
| --------------------------------------------------------------- | ---------------------------------- | ---------------- | ------ | ----------------------------------------------- |
| Campeón en los Juegos Panamericanos 2011 y Anfitrión            | 19 - 25 de octubre de 2011         | Jalisco          | 1      | Canadá                                          |
| Subcampeón en los Juegos Panamericanos 2011                     | 19 - 25 de octubre de 2011         | Jalisco          | 1      | Estados Unidos                                  |
| 1°, 2°, 3°, 4° en los Juegos Centroamericanos y del Caribe 2014 | 15 - 21 de noviembre de 2014       | Veracruz         | 4      | Cuba Nicaragua República Dominicana Puerto Rico |
| Campeón del Campeonato Sudamericano de béisbol de 2015          | 27 de febrero - 7 de marzo de 2015 | Cuiabá           | 1      | Colombia                                        |
| TOTAL                                                           |                                    |                  | 7      | 7                                               |

## Sistema de competencia
El torneo consistió de una ronda preliminar en la que los siete equipos jugaron todos contra todos a una sola vuelta. Los cuatro mejores equipos con la mejor marca de triunfos clasificaron a semifinales (1º contra 4º y 2º contra 3º), en las que los perdedores disputaron la medalla de bronce, y los ganadores la medalla de oro del torneo.
De acuerdo a las normas técnicas y organizativas de la WBSC, si dos equipos terminaban empatados en una posición, el primer criterio de desempate era a favor del equipo ganador en el enfrentamiento entre las selecciones involucradas. En caso de que fuera tres o más equipos empatados, se resolvió aplicando los siguientes criterios de forma sucesiva, si el anterior no era suficiente: mayor TQB; mayor  ER-TQB; mayor porcentaje de bateo; por sorteo.

## Ronda preliminar

### Posiciones
| Pos | Equipo         | JG | JP | PCT  | JV | Desempate |
| --- | -------------- | -- | -- | ---- | -- | --------- |
| 1   | Canadá         | 5  | 1  | ,833 | -  |           |
| 2   | Estados Unidos | 4  | 2  | ,666 | 1  | TQB= ,146 |
| 3   | Cuba           | 4  | 2  | ,666 | 1  | TQB= ,235 |
| 4   | Puerto Rico    | 4  | 2  | ,666 | 1  | TQB= ,365 |
| 5   | R. Dominicana  | 3  | 3  | ,500 | 2  | -         |
| 6   | Nicaragua      | 1  | 5  | ,200 | 4  | -         |
| 7   | Colombia       | 0  | 6  | 000  | 5  | -         |

|  |                               |
|  | Clasificado a la ronda final. |

### Primera jornada
- Día libre:  Nicaragua

| Equipo   | 1 | 2 | 3 | 4 | 5 | 6 | 7 | 8 | 9 | C  | H  | E |
| -------- | - | - | - | - | - | - | - | - | - | -- | -- | - |
| Cuba     | 0 | 2 | 0 | 2 | 0 | 1 | 0 | 0 | 5 | 10 | 12 | 0 |
| Colombia | 0 | 1 | 0 | 0 | 2 | 0 | 0 | 0 | 0 | 3  | 6  | 0 |

LG: Lázaro Blanco (1-0)  LP: Javier Jesús Ortiz (0-1)  
HRs:  CUB – José García (1), Roel Santos (1), Raúl González (1)  COL – Héctor Acuña (1)
- Reporte

| Equipo         | 1 | 2 | 3 | 4 | 5 | 6 | 7 | 8 | 9 | 10 | C  | H  | E |
| -------------- | - | - | - | - | - | - | - | - | - | -- | -- | -- | - |
| Puerto Rico    | 1 | 0 | 0 | 1 | 3 | 3 | 1 | 0 | 0 | 1  | 10 | 13 | 3 |
| Estados Unidos | 0 | 5 | 0 | 2 | 1 | 1 | 0 | 0 | 0 | 0  | 9  | 13 | 0 |

LG: Tomás Santiago (1-0)  LP: Paul Sewald (0-1)  
HRs:  PUR – Anthony García (1), Nelson Gómez (1), Aldo Méndez (1), Richard Thon (1), Jeffrey Domínguez (1)  USA – Brian Bogusević (1), Jacob Wilson (1)
- Reporte

| Equipo               | 1 | 2 | 3 | 4 | 5 | 6 | 7 | 8 | 9 | C | H | E |
| -------------------- | - | - | - | - | - | - | - | - | - | - | - | - |
| República Dominicana | 0 | 0 | 0 | 0 | 0 | 0 | 1 | 0 | 0 | 1 | 7 | 0 |
| Canadá               | 1 | 0 | 0 | 0 | 0 | 3 | 0 | 0 | x | 4 | 4 | 0 |

LG: Christopher Leroux (1-0)  LP: Claudio Vargas (0-1)  SV: Jeff Francis (1)  
HRs:  DOM – Pedro Feliz (1)  CAN – Jordan Lennerton (1)
- Reporte

### Segunda jornada
- Día libre:  Puerto Rico

| Equipo               | 1 | 2 | 3 | 4 | 5 | 6 | 7 | 8 | 9 | C | H | E |
| -------------------- | - | - | - | - | - | - | - | - | - | - | - | - |
| Nicaragua            | 1 | 0 | 0 | 3 | 0 | 1 | 0 | 0 | 0 | 5 | 8 | 1 |
| República Dominicana | 0 | 1 | 3 | 0 | 0 | 0 | 4 | 0 | x | 8 | 9 | 1 |

LG: Willy Lebrón (1-0)  LP: Vicente Padilla  SV: Luis Liria (1)  
HRs:  NCA – Dwight Britton (1), Ronald Garth (1)  DOM – Jonathan Gálvez (1), Yeixon Ruiz (1)
- Reporte

| Equipo   | 1 | 2 | 3 | 4 | 5 | 6 | 7 | 8 | 9 | C  | H  | E |
| -------- | - | - | - | - | - | - | - | - | - | -- | -- | - |
| Colombia | 0 | 0 | 0 | 0 | 0 | 1 | 2 | 0 | 0 | 3  | 6  | 0 |
| Canadá   | 0 | 3 | 0 | 0 | 2 | 2 | 2 | 1 | x | 10 | 13 | 0 |

LG: Jared Mortensen (1-0)  LP: Randy Consuegra (0-1)  
HRs:  COL – Steve Brown (1), Tito Polo (1)  CAN – Tyler O'Neill (1), Brock Kjeldgaard (1), Tyson Gillies (1)
- Reporte

| Equipo         | 1 | 2 | 3 | 4 | 5 | 6 | 7 | 8 | 9 | C | H  | E |
| -------------- | - | - | - | - | - | - | - | - | - | - | -- | - |
| Cuba           | 0 | 2 | 0 | 0 | 0 | 0 | 0 | 0 | 0 | 2 | 1  | 1 |
| Estados Unidos | 2 | 0 | 0 | 0 | 0 | 2 | 0 | 1 | x | 5 | 11 | 0 |

LG: Nate Smith (1-0)  LP: Freddy Álvarez (0-1)  SV: Josh Hader (1)  
HRs:  USA – Andrew Parrino (1)
- Reporte

### Tercera jornada
- Día libre:  República Dominicana

| Equipo      | 1 | 2 | 3 | 4 | 5 | 6 | 7 | 8 | 9 | C | H  | E |
| ----------- | - | - | - | - | - | - | - | - | - | - | -- | - |
| Puerto Rico | 0 | 0 | 1 | 0 | 0 | 0 | 0 | 0 | 0 | 1 | 8  | 0 |
| Cuba        | 0 | 2 | 2 | 1 | 0 | 0 | 3 | 0 | x | 8 | 10 | 0 |

LG: Yosbani Torres (1-0)  LP: Luis Cintrón (0-1)  
HRs:  CUB – Urmaris Guerra (1)
- Reporte

| Equipo         | 1 | 2 | 3 | 4 | 5 | 6 | 7 | 8 | 9 | C | H | E |
| -------------- | - | - | - | - | - | - | - | - | - | - | - | - |
| Estados Unidos | 0 | 0 | 0 | 1 | 0 | 3 | 1 | 0 | 0 | 5 | 8 | 0 |
| Colombia       | 0 | 0 | 0 | 0 | 0 | 0 | 0 | 1 | 0 | 3 | 7 | 1 |

LG: Aaron Blair (1-0)  LP: Nabil Crismatt (0-1)  SV: Jake Barrett  
HRs:  USA – Travis Jankowski (1), Jacob Wilson (2), Casey Kotchman (1)  COL – Ronald Luna (1)
- Reporte

| Equipo    | 1 | 2 | 3 | 4 | 5 | 6 | 7 | 8 | 9 | C | H  | E |
| --------- | - | - | - | - | - | - | - | - | - | - | -- | - |
| Canadá    | 0 | 0 | 0 | 2 | 4 | 2 | 1 | 0 | 0 | 9 | 11 | 0 |
| Nicaragua | 0 | 0 | 0 | 0 | 0 | 0 | 0 | 0 | 1 | 1 | 7  | 1 |

LG: Philliphe Aumont (1-0)  LP: Elvin García (0-1)  
HRs:  CAN – Skyler Stromsmoe (1)
- Reporte

### Cuarta jornada
- Día libre:  Estados Unidos

| Equipo    | 1 | 2 | 3 | 4 | 5 | 6 | 7 | 8 | 9 | C | H  | E |
| --------- | - | - | - | - | - | - | - | - | - | - | -- | - |
| Nicaragua | 1 | 0 | 1 | 0 | 0 | 0 | 0 | 4 | 1 | 7 | 10 | 1 |
| Colombia  | 0 | 0 | 0 | 3 | 0 | 1 | 0 | 0 | 0 | 4 | 8  | 1 |

LG: Berman Espinoza (1-0)  LP: Christian Mendoza (0-1)  SV: Douglas Solís (1)  

- Reporte

| Equipo               | 1 | 2 | 3 | 4 | 5 | 6 | 7 | 8 | 9 | C  | H  | E |
| -------------------- | - | - | - | - | - | - | - | - | - | -- | -- | - |
| Puerto Rico          | 2 | 1 | 0 | 0 | 0 | 4 | 3 | 2 | 0 | 12 | 12 | 1 |
| República Dominicana | 1 | 0 | 2 | 3 | 0 | 0 | 0 | 0 | 0 | 6  | 9  | 2 |

LG: Miguel Martínez (1-0)  LP: Miguel Fermín (0-1)  
HRs:  PUR – Roberto Peña (1), Richard Thon (1), Anthony García (2), Joiset Feliciano (1)  DOM – Mario Mercedes (1)
- Reporte

| Equipo | 1 | 2 | 3 | 4 | 5 | 6 | 7 | 8 | 9 | C | H | E |
| ------ | - | - | - | - | - | - | - | - | - | - | - | - |
| Canadá | 0 | 0 | 0 | 0 | 0 | 3 | 0 | 0 | 0 | 3 | 4 | 0 |
| Cuba   | 0 | 0 | 0 | 0 | 0 | 0 | 1 | 0 | 0 | 1 | 5 | 0 |

LG: Yoennis Yera (1-0)  LP: Shawn Hill (0-1)  SV: Jeff Francis (2)  
HRs:  CAN – Tyler O'Neill (2)  CUB – Alfredo Despaigne (1)
- Reporte

### Quinta jornada
- Día libre:  Canadá

| Equipo         | 1 | 2 | 3 | 4 | 5 | 6 | 7 | 8 | 9 | C | H  | E |
| -------------- | - | - | - | - | - | - | - | - | - | - | -- | - |
| Estados Unidos | 0 | 2 | 2 | 1 | 0 | 0 | 0 | 1 | 0 | 6 | 11 | 0 |
| Nicaragua      | 0 | 0 | 0 | 0 | 0 | 0 | 0 | 0 | 0 | 0 | 2  | 1 |

LG: Jake Thompson (1-0)  LP: Gustavo Martínez (0-1)  

- Reporte

| Equipo      | 1 | 2 | 3 | 4 | 5 | 6 | 7 | 8 | 9 | C | H | E |
| ----------- | - | - | - | - | - | - | - | - | - | - | - | - |
| Colombia    | 3 | 0 | 2 | 0 | 0 | 2 | 0 | 0 | 0 | 7 | 9 | 0 |
| Puerto Rico | 0 | 0 | 1 | 0 | 0 | 0 | 5 | 0 | 2 | 8 | 7 | 1 |

LG: José Ayala (1-0)  LP: Cristian Mendoza (0-2)  
HRs:  COL – Harold Ramírez (1), Steve Brown (2), Jonathan Lozada (1)  PUR – Anthony García (4)
- Reporte

| Equipo               | 1 | 2 | 3 | 4 | 5 | 6 | 7 | 8 | 9 | C | H  | E |
| -------------------- | - | - | - | - | - | - | - | - | - | - | -- | - |
| República Dominicana | 1 | 0 | 0 | 1 | 0 | 1 | 0 | 2 | 0 | 5 | 10 | 2 |
| Cuba                 | 5 | 0 | 0 | 3 | 0 | 0 | 0 | 1 | x | 9 | 11 | 1 |

LG: Lázaro Blanco (2-0)  LP: Adalberto Méndez (1-0)  
HRs:  DOM – Aneury Tavarez (1), Rubén Sosa (1)  CUB – Alfredo Despaigne (2)
- Reporte

### Sexta jornada
- Día libre:  Colombia

| Equipo               | 1 | 2 | 3 | 4 | 5 | 6 | 7 | 8 | 9 | C | H  | E |
| -------------------- | - | - | - | - | - | - | - | - | - | - | -- | - |
| República Dominicana | 0 | 0 | 0 | 1 | 0 | 3 | 0 | 0 | 2 | 6 | 10 | 0 |
| Estados Unidos       | 0 | 1 | 0 | 0 | 1 | 0 | 0 | 1 | 1 | 4 | 10 | 1 |

LG: Claudio Vargas (1-1)  LP: David Huff (0-1)  SV: Luis Liria (2)  
HRs:  DOM – Víctor Méndez (1), Rubén Sosa (2), Jordy Lara (1)  USA – Andrew Parrino (2)
- Reporte

| Equipo    | 1 | 2 | 3 | 4 | 5 | 6 | 7 | 8 | 9 | C  | H  | E |
| --------- | - | - | - | - | - | - | - | - | - | -- | -- | - |
| Cuba      | 0 | 0 | 0 | 3 | 0 | 2 | 0 | 5 | 1 | 11 | 16 | 0 |
| Nicaragua | 2 | 0 | 1 | 3 | 0 | 0 | 0 | 0 | 0 | 6  | 7  | 1 |

LG: Liván Moinelo (1-0)  LP: Gerardo Juárez (0-1)  
HRs:  CUB – Frederich Zepeda (1), Urmaris Guerra (2), Yorbis Borroto (1), José García (2), Alfredo Despaigne (3)  NCA – Ofilio Castro (1), Sandor Guido (1), Janior Montes (1)
- Reporte

| Equipo      | 1 | 2 | 3 | 4 | 5 | 6 | 7 | 8 | 9 | C  | H  | E |
| ----------- | - | - | - | - | - | - | - | - | - | -- | -- | - |
| Canadá      | 2 | 0 | 3 | 0 | 2 | 1 | 1 | 2 | 0 | 11 | 15 | 0 |
| Puerto Rico | 0 | 0 | 0 | 1 | 0 | 0 | 0 | 3 | 0 | 4  | 8  | 3 |

LG: Christopher Leroux (2-0)  LP: Luis Ramos (0-1)  
HRs:  CAN – Brock Kjeldgaard (2), Tyler O'Neill (3), Tyson Gilllies (2)  PUR – Anthony García (5), Jeffry Domínguez (2)
- Reporte

### Séptima jornada
- Día libre:  Cuba

| Equipo      | 1 | 2 | 3 | 4 | 5 | 6 | 7 | 8 | 9 | C | H | E |
| ----------- | - | - | - | - | - | - | - | - | - | - | - | - |
| Nicaragua   | 0 | 0 | 0 | 3 | 0 | 0 | 0 | x | x | 3 | 6 | 4 |
| Puerto Rico | 0 | 1 | 0 | 0 | 2 | 2 | 0 | x | x | 5 | 7 | 2 |

LG: Benigno Cepeda (1-0)  LP: Samuel Estrada (0-1)  SV: José Ayala (1)  

- Reporte

| Equipo               | 1 | 2 | 3 | 4 | 5 | 6 | 7 | 8 | 9 | C | H | E |
| -------------------- | - | - | - | - | - | - | - | - | - | - | - | - |
| Colombia             | 1 | 0 | 0 | 0 | 0 | 0 | 0 | 0 | 0 | 1 | 7 | 2 |
| República Dominicana | 2 | 0 | 0 | 0 | 0 | 2 | 0 | 0 | x | 4 | 7 | 0 |

LG: Kelvin Pérez (1-0)  LP: Randy Consuegra (0-2)  SV: Luis Liria (3)  
HRs:  COL – Harold Ramírez (2)
- Reporte

| Equipo         | 1 | 2 | 3 | 4 | 5 | 6 | 7 | 8 | 9 | C | H | E |
| -------------- | - | - | - | - | - | - | - | - | - | - | - | - |
| Estados Unidos | 0 | 0 | 3 | 1 | 0 | 0 | 0 | 0 | 0 | 4 | 7 | 0 |
| Canadá         | 0 | 1 | 0 | 0 | 0 | 0 | 0 | 0 | 0 | 1 | 8 | 2 |

LG: Nate Smith (2-0)  LP: Jared Mortensen (1-1)  SV: Paul Sewald (1)  

- Reporte

## Ronda final
La semifinal se jugó de la siguiente manera el 1° vs. 4° y el 2° vs. 3° clasificados de la fase anterior.
|  | Semifinales    | Semifinales |   |             | Final          | Final       |  |
|  | 18 de julio    | 18 de julio |   |             | 19 de julio    | 19 de julio |  |
|  |                |             |   |             |                |             |  |
|  |                |             |   |             |                |             |  |
|  | Cuba           | 5           |   |             |                |             |  |
|  | Estados Unidos | 6           |   |             |                |             |  |
|  |                |             |   |             |                |             |  |
|  |                |             |   |             |                |             |  |
|  |                |             |   |             | Estados Unidos | 6           |  |
|  |                | Canadá      | 7 |             |                |             |  |
|  |                |             |   |             |                |             |  |
|  |                |             |   |             |                |             |  |
|  |                |             |   |             | Tercer lugar   |             |  |
|  |                |             |   |             |                |             |  |
|  | Puerto Rico    | 1           |   | Puerto Rico | 6              |             |  |
|  | Canadá         | 7           |   |             | Cuba           | 7           |  |

### Semifinales
| Equipo         | 1 | 2 | 3 | 4 | 5 | 6 | 7 | 8 | 9 | C | H  | E |
| -------------- | - | - | - | - | - | - | - | - | - | - | -- | - |
| Cuba           | 0 | 2 | 0 | 1 | 1 | 1 | 0 | 0 | 0 | 5 | 10 | 1 |
| Estados Unidos | 0 | 0 | 1 | 0 | 0 | 0 | 4 | 0 | 1 | 6 | 10 | 0 |

LG: David Huff (1-0)  LP: Yoennis Yera (0-1)  
HRs:  CUB – Frederich Zepeda (1), Raúl González (1)  USA – Patrick Kivlehan (1)
- Reporte

| Equipo      | 1 | 2 | 3 | 4 | 5 | 6 | 7 | 8 | 9 | C | H | E |
| ----------- | - | - | - | - | - | - | - | - | - | - | - | - |
| Puerto Rico | 0 | 0 | 0 | 0 | 0 | 0 | 0 | 0 | 1 | 1 | 6 | 3 |
| Canadá      | 2 | 2 | 2 | 1 | 0 | 0 | 0 | 0 | x | 7 | 7 | 0 |

LG: Phillippe Aumont (1-0)  LP: Miguel Martínez (0-1)  
HRs:  CAN – Jordan Lennerton (1), Brock Kjeldgaard (1), Tyson Gillies (1)
- Reporte

### Juego por la medalla de bronce
| Equipo      | 1 | 2 | 3 | 4 | 5 | 6 | 7 | 8 | 9 | C | H | E |
| ----------- | - | - | - | - | - | - | - | - | - | - | - | - |
| Puerto Rico | 0 | 0 | 0 | 4 | 2 | 0 | 0 | 0 | 0 | 6 | 6 | 0 |
| Cuba        | 1 | 1 | 1 | 0 | 0 | 0 | 0 | 0 | 4 | 7 | 9 | 2 |

LG: Yennier Cano (1-0)  LP: Raúl Rivera (0-1)  
HRs:  PUR – Jeffrey Domínguez (1), Edgardo Báez (1)  CUB – Yorbis Borroto (1), José García (1), Yosvani Alarcón (1)
- Reporte

### Juego por la medalla de oro
| Equipo         | 1 | 2 | 3 | 4 | 5 | 6 | 7 | 8 | 9 | 10 | C | H  | E |
| -------------- | - | - | - | - | - | - | - | - | - | -- | - | -- | - |
| Estados Unidos | 0 | 2 | 1 | 0 | 0 | 0 | 1 | 0 | 0 | 2  | 6 | 11 | 4 |
| Canadá         | 0 | 0 | 3 | 0 | 1 | 0 | 0 | 0 | 0 | 3  | 7 | 8  | 0 |

LG: Christopher Leroux (1-0)  LP: David Huff (0-1)  
HRs:  USA – Patrick Kivlehan (1)  CAN – René Tosoni (1)
- Reporte

## Medallero
| Evento                        | Oro                                                  | Plata                                                        | Bronce |
| ----------------------------- | ---------------------------------------------------- | ------------------------------------------------------------ | ------ |
| Torneo de béisbol (masculino) | Canadá Clasifica a los próximos Juegos Panamericanos | Estados Unidos Clasifica a los próximos Juegos Panamericanos | Cuba   |